# GT書体
GT書体（ジーティーしょたい）とは、東京大学多国語処理研究会の「マルチメディア通信システムにおける多国語処理の研究プロジェクト」として行われている、漢字や国字の蒐集活動によって纏められた大規模文字セットの書体である。

## 概説
当文字セットを実装したGT書体はGT明朝とも呼ばれ、明朝体に類似の書体を以って纏められているが、筆画を意識した、日本で通常用いられる明朝体とは異なるデザインを採用している。

GT書体は「」と「」、「」と「」のような、一般には書体の差異として見なされるようなものも別の文字として収録している。
GT書体はTRONコードに収録されており、利用できる。またTフォントという別デザインによる実装もある。
表向きには東京大学多国語処理研究会の下位プロジェクトとして「マルチメディア通信システムにおける多国語処理の研究プロジェクト」があるような表現をされることがあるが、これはもともと1995年に日本学術振興会産学共同研究支援事業として「人文系多国語テクスト・プロセシング・システムの構築に関する研究」が発足したことに始まる。GT書体の「GT」とは、この研究名のローマ字表記から頭文字をとったものである。翌1996年に日本学術振興会未来開拓学術研究推進事業として「マルチメディア通信システムにおける多国語処理研究プロジェクト」が発足し、GTはこのプロジェクトへと移行することとなった。以後、GTと言えばこのプロジェクトを指すようになったため、頭文字としての意味は薄れている。5年計画で進められた本プロジェクトは2001年を以って満了し、更なる研究の継続推進を図る目的として東京大学多国語処理研究会が設置された。

## 今昔文字鏡とGT書体
「超漢字」の初期バージョンには、TRONコードに収録した大規模文字セットのフォントとして、今昔文字鏡（から変換した）フォントが標準でインストールされていた。当時TRONプロジェクトは文字の蒐集枠として24万2000字あまりの領域を今昔文字鏡に割り当てていたが、これと並行するかたちでGTプロジェクトは推し進められており、漢字を蒐集するというプロジェクト同士であることから今昔文字鏡側が難色を示した。また、BTRON仕様OSというシェアが極めて小規模であり、BTRON環境への専用フォントを用意していた今昔文字鏡にとっては商業的なうまみを感じられないということも問題として浮上してきた。
この結果、今昔文字鏡はTRONプロジェクトを脱退し、TRONコードから下りることを決定した。TRONコードには24万字を越える領域が欠番として残され、その代りに別の領域9万7000文字弱がGT書体枠として割り当てられた。
今昔文字鏡枠に収録されていた多くの漢字や国字はGT書体枠を以って表示可能であるようフォローは行われたが、しかし今昔文字鏡のライセンス上、文字のコンバートは行えず、「超漢字2」以前と「超漢字3」以降とでは事実上、文書の互換性が図れなくなるというトラブルを招くこととなった。なお、今昔文字鏡はTRONコードから削除はされたものの、それら全ての領域は欠番として保存されたため、「超漢字3」以降であっても「超漢字2」以前の文字鏡フォントをインストールすることで表示は可能である。今昔文字鏡側もフォントの配布は認めており、「超漢字2」以前のユーザーから単純に譲り受ける分には問題はない。

## 収録文字
広義の漢字が収録される。今昔文字鏡の影響を受けているわけではないであろうが、歴史的事情から収録傾向には類似する点も見られる。具体的には中国元来のいわゆる「漢字」のほか、国字や部首、文字要素などが含まれる。たとえばBTRON仕様OSの「超漢字」は初期の頃、「」の字が出ることを広告文句としていた。これは「おとど」と読み、最も画数の多い文字であり、当時は文字鏡枠に収録されていた。後に今昔文字鏡の撤退によりTRONコードから消えたが、代りにGT書体枠がこれをフォローし、表示ができるようになっている。
学問上、一般には漢字に分類されないとする向きもある文字であっても、「広義の漢字」と解釈できうるものは収録する方向で動いている。具体的には、例えば「」は漢字では無いと解釈するのが通例となっているが、GT書体ではこれも「広義の漢字」という枠で捉え、「」の部として収録されている。なお、「」はかつて日本でも苗字に使われていたことのある「文字」であり「じゅっ」と読むが、一般には漢字とは解釈されず、当用漢字表や人名用漢字別表にも盛り込まれなかったことから事実上存在しなくなった「記号」であり、漢和辞典などで部首を示す文字要素として扱われる程度ではあるが、GT書体においてはこれもれっきとした「漢字」として扱われている。
すでに紹介したように、一般には書体の差異とみなされるような違いであってもそれぞれを異字として収録することが多く、この利用価値としては、たとえばウィキペディア内の項目であれば「朝日文字」や「人名用漢字」といった項目のように、単にその文字がJISコードやUnicodeに無いということに留まらず、字形の差異を解説するような場面で意義を発揮する。
なお、今昔文字鏡との類似点があるとはいえ、厳密には観点が異なるため、漢字に限定してもGT書体には収録されていないものも多く存在する。また、JISコードなどのほかの文字セットとはまったく別の収録を行っているため、JISコードに存在する文字でもGT書体では字形が異なっていたり、あるいは存在しないということも見られる。超漢字でGT書体枠の文字を使う場合、フォントの形状に差異が生じるため、漢字はGT書体のものを使うことが推奨され、設定においても日本漢字と呼ばれるJISコード枠の文字であってもGT書体で表示や印刷を行うことが可能である設計になっている。しかし前述のようにJISコードにあってGT書体枠に無い文字があり、いずれにしても印刷時には書体が混在するような現象が起きることが見られる。
このほか、GTプロジェクトで文字を蒐集する過程で、「」と「」のように、それまでに収録したものと全く同じ字形を再収録してしまうミスが何度か発生している。ミスの発覚後は再収録側を削除し欠番とする方針をとり、その番号に改めて別途の文字を割り当てるようなことは原則として行わない。TRONコードにおけるGT書体枠でのこうした処理は、コード改定時やフォントのアップデート公開時に公表される。

## GT書体一覧
※一覧は未完
TRONコード
- 第2面2100-21FF
- 第2面2200-22FF
- 第2面2300-23FF
- 第2面2400-24FF